# Seguros Bolivar Open Medellin 2009
Il Seguros Bolívar Open Medellín 2009 è stato un torneo professionistico di tennis maschile giocato sulla terra rossa, che faceva parte dell'ATP Challenger Tour 2009. Si è giocato a Medellín in Colombia dal 2 all'8 novembre 2009.

## Partecipanti

### Teste di serie
| Nazionalità | Giocatore          | Ranking* | Testa di serie |
| ----------- | ------------------ | -------- | -------------- |
| Argentina   | Juan Ignacio Chela | 92       | 1              |
| Cile        | Paul Capdeville    | 99       | 2              |
| Colombia    | Santiago Giraldo   | 109      | 3              |
| Portogallo  | Rui Machado        | 122      | 4              |
| Cile        | Nicolás Massú      | 127      | 5              |
| Spagna      | Pere Riba          | 136      | 6              |
| Brasile     | Thiago Alves       | 146      | 7              |
| Argentina   | Sergio Roitman     | 147      | 8              |

- Ranking al 26 ottobre 2009.

### Altri partecipanti
Giocatori che hanno ricevuto una wild card:
- Ricardo Corrente
- Alejandro González
- Filip Krajinović
- Eduardo Struvay

Giocatori passati dalle qualificazioni:
- Andre Begemann
- Marius Copil
- Guillermo Hormazábal
- Lars Pörschke

## Campioni

### Singolare
Juan Ignacio Chela ha battuto in finale  João Souza con il punteggio di 6–4, 4–6, 6–4

### Doppio
Sebastián Decoud /  Eduardo Schwank hanno battuto in finale  Diego Junqueira /  David Marrero con il punteggio di 6–0, 6–2